# Зоркий-10
Зо́ркий-10 — дальномерный фотоаппарат, выпускавшийся с 1964 по 1978 год на Красногорском механическом заводе в рамках семейства «Зоркий-автомат». Всего выпущено 332 144 экземпляра. За пределами СССР «Зоркий-10» продавался также под названием «Revue 10».
Первый советский фотоаппарат с полностью автоматизированным управлением экспозицией. В 1965 году за удачный дизайн награждён золотой медалью Лейпцигской ярмарки.

## Технические особенности
Вероятным прототипом послужила камера Ricohmatic-35. От него советский фотоаппарат унаследовал необычный дизайн, доработанный при участии выпускников Строгановского художественно-промышленного училища. Самым оригинальным выглядит курок взвода, расположенный на нижней стенке, и не справа, а слева.
Экспонометрическое устройство камеры состоит из селенового фотоэлемента и гальванометра с двумя стрелками на общей оси: индикаторной и вспомогательной. Их положение зависит от яркости снимаемых объектов и величины фототока. В момент нажатия на спуск обе стрелки арретируются, а вспомогательная служит упором для ступенчатого рычага суммирующего механизма экспоавтоматики. Механизм приводится в действие спусковым рычагом, и от момента его стопорения стрелкой зависит пара выдержка-диафрагма, отрабатываемая механическим затвором.
В результате «Зоркий-10», как и все автоматизированные фотоаппараты тех лет, не нуждается в источниках электропитания, работая от усилия на рычаге спуска и ЭДС экспонометра. По этой причине автоматика большинства этих камер сегодня неработоспособна из-за естественной деградации фотоэлемента. Индикаторная стрелка гальванометра видна в видоискателе и отображает приблизительное значение отрабатываемой выдержки. При недостатке света стрелка заходит в красный сектор шкалы. В ручном режиме при отключённой автоматике и фиксированной выдержке 1/30 секунды возможна ручная установка диафрагмы. Этот же режим используется при работе с электронной фотовспышкой и при  ручной выдержке «В», которая включается отдельным рычагом на оправе затвора.
Таким образом, впервые в СССР реализовано автоматическое управление экспозицией при помощи центрального затвора, совмещающего функцию диафрагмы. Относительное отверстие объектива регулируется степенью открытия лепестков затвора. Кольцевой селеновый фотоэлемент расположен вокруг передней линзы объектива внутри оправы, и при надетом светофильтре автоматически учитывает его светопропускание. Фотоаппарат «Зоркий-10» и его упрощённая версия «Зоркий-11» — программные автоматы. По советской терминологии такой тип экспоавтоматики называли «однопрограммным автоматом», что означало жёсткую нерегулируемую взаимосвязь всех сочетаний выдержка-диафрагма. При максимальной яркости объекта съёмки отрабатывается выдержка 1/250 при диафрагме 22, при минимальной яркости — выдержка 1/30 при диафрагме 2,8. Изменить сочетание выдержка — диафрагма невозможно.

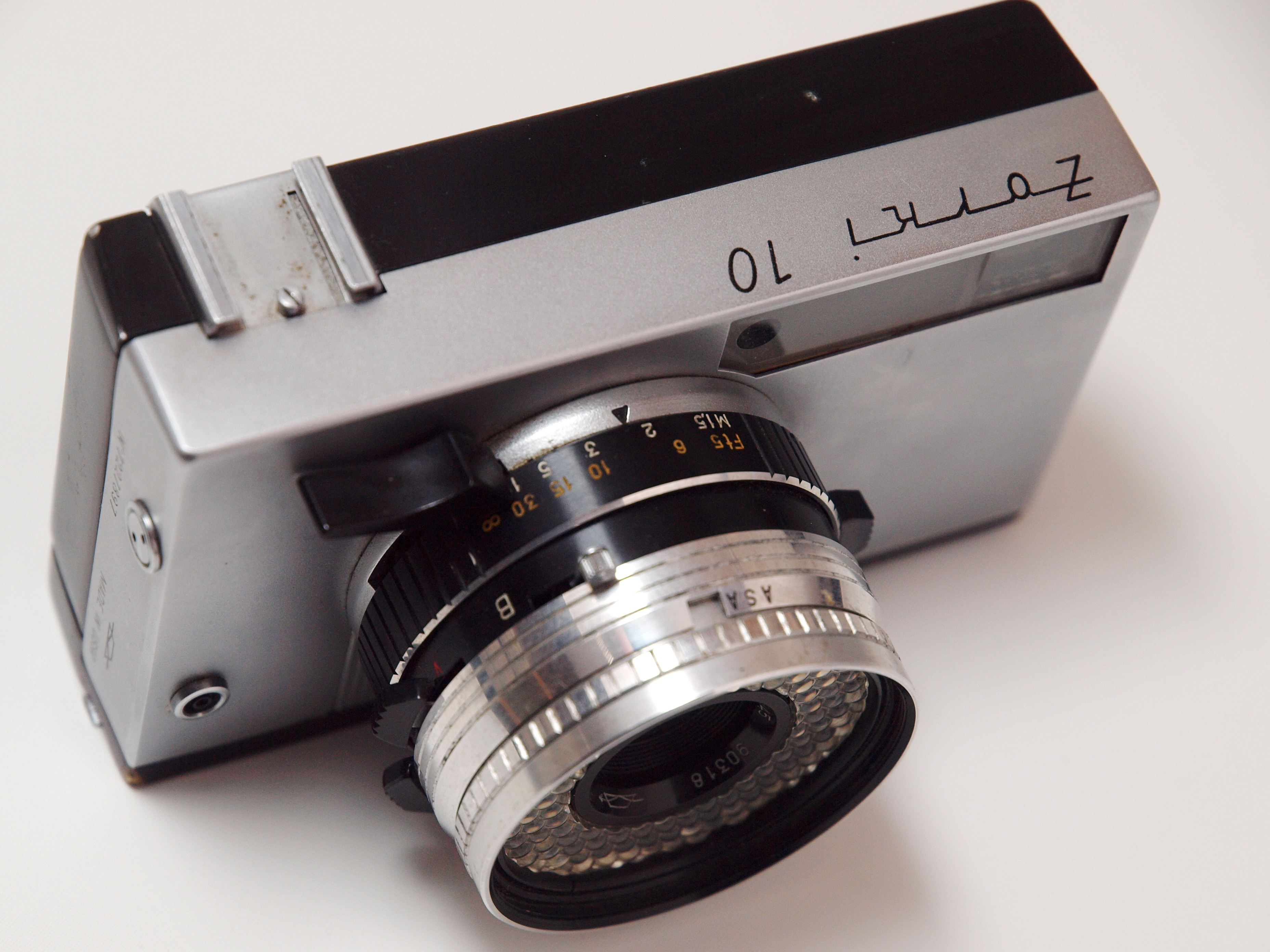
«Зоркий-10», верхняя крышка с обоймой для фотовспышки.
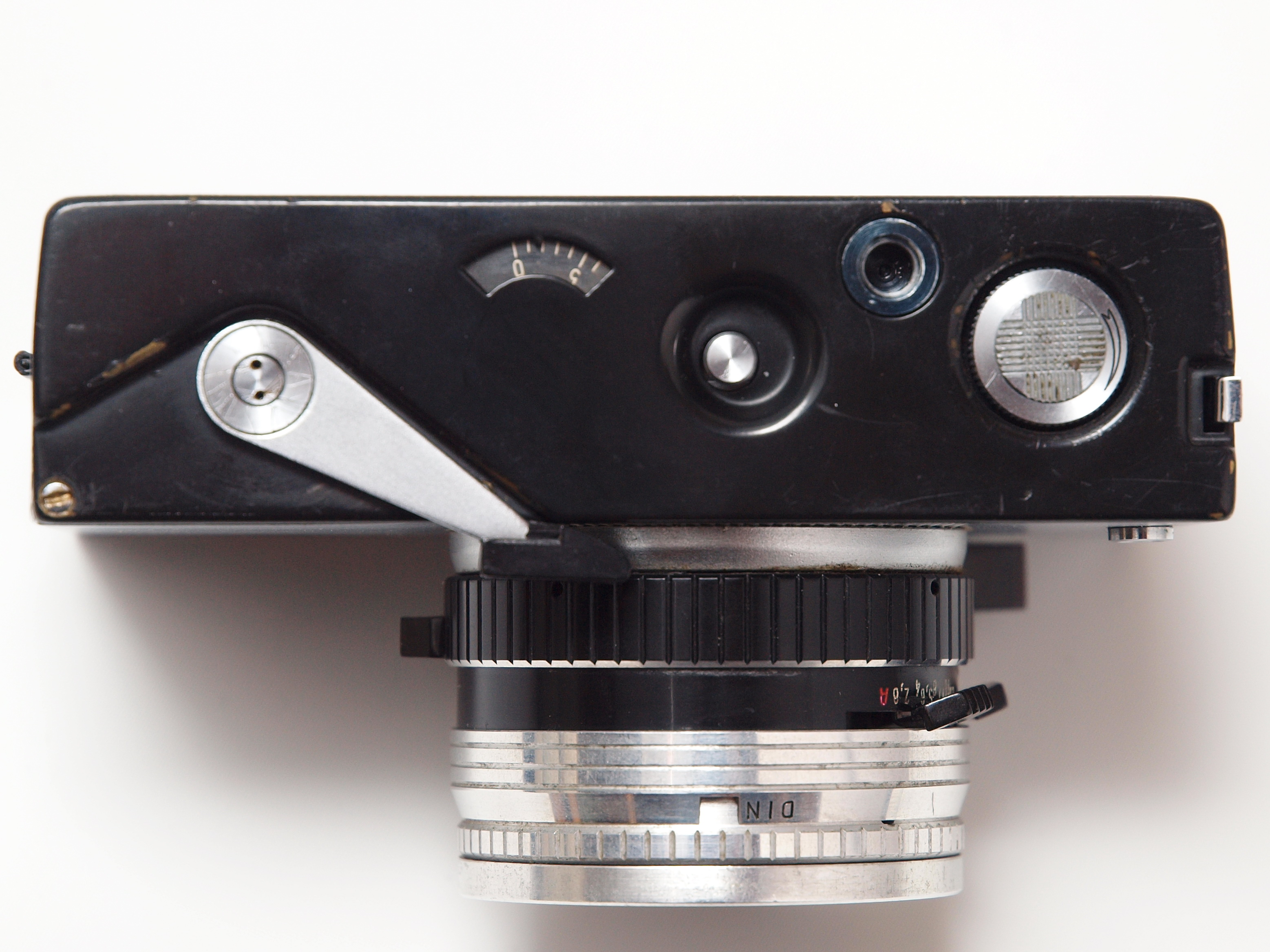
Нижняя крышка с основными органами управления.
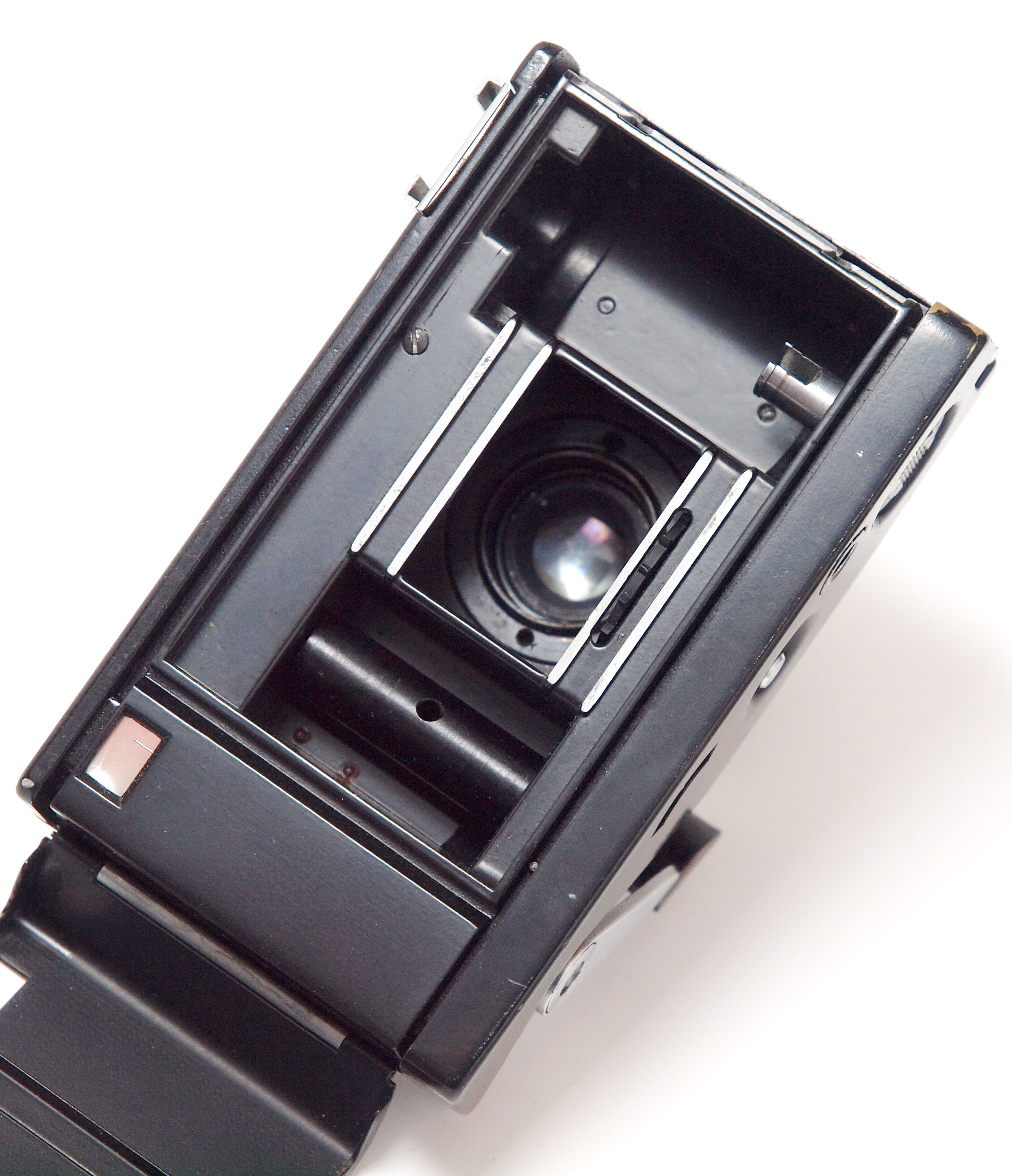
«Зоркий-10» с открытой задней стенкой.

## Характеристики
- Корпус — литой из алюминиевого сплава, с откидной задней стенкой;
- Лепестковый затвор ФЗА-18 — центральный междулинзовый, совмещающий функцию диафрагмы[8]. Выдержки от 1/30 до 1/250 секунды отрабатываются бесступенчато. Отдельным рычагом включается ручная выдержка «B». В ручном режиме отрабатываются только две выдержки: «В» и 1/30. Значения диафрагмы от f/2,8 до f/22[1];
- Фотовспышка устанавливается в холодный башмак и подключается через разъём PC;
- Резьба для светофильтров — М52 × 0,75;
- Дальномер с номинальной базой 38 мм, увеличение дальномера 0,65×;
- Диапазон светочувствительности фотоплёнок от 16 до 500 единиц ГОСТ, в автоматическом режиме — до 320 ГОСТ;
- Счётчик кадров автоматический самосбрасывающийся с обратным отсчётом;
- Кожаный футляр фотоаппарата позволяет взводить затвор не вынимая камеру;
- Автоспуск (на части камер отсутствовал);
- Резьба штативного гнезда — 1/4" дюйма (на ранних выпусках 3/8);

## Фотоаппараты «Зоркий-11» и «Зоркий-12»

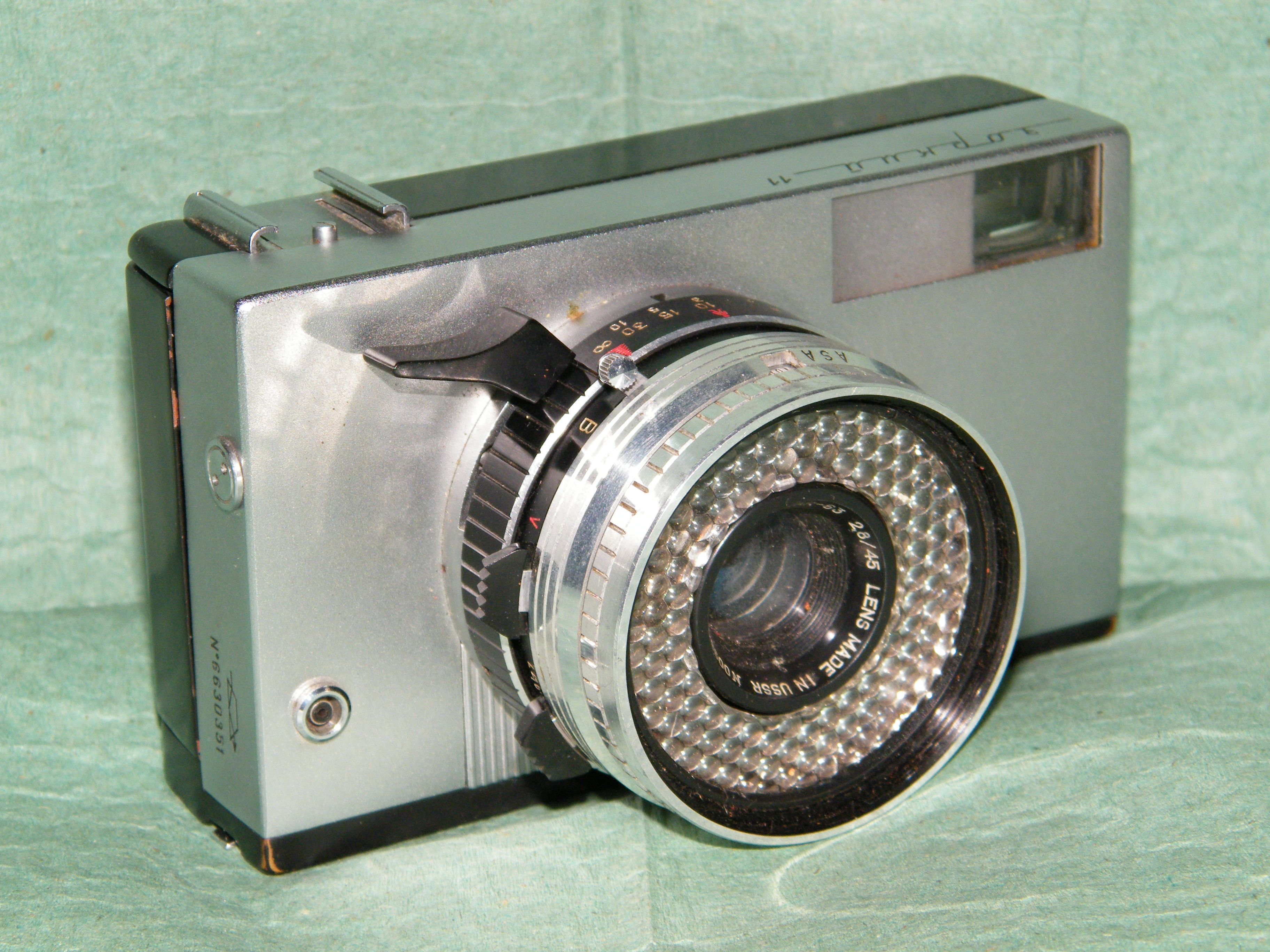
«Зоркий-11»

С 1964 по 1967 год на Красногорском механическом заводе в количестве 60 745 экземпляров выпущен шкальный фотоаппарат «Зоркий-11», отличавшийся от «Зоркого-10» только отсутствием дальномера.
Элементы конструкции «Зоркого-10» использованы в полуформатном фотоаппарате «Зоркий-12» с зарядкой кассетами «Рапид».